# 万州五橋空港
万州五橋空港 は、中国重慶市万州区にある空港。

## 概要
1997年までは軍用飛行場であった。2003年、民間機が離着陸できるように滑走路を2300メートルに延長する工事が完成した。2005年、滑走路が3,000メートルに延長され、大型機も離着陸できるようになった。
2016年まで、西部航空により、同じ重慶市にある重慶江北国際空港まで 市内航空線 が運航されていたが、渝万都市間鉄道の開通により運休となった。

## 就航航空会社
| 航空会社                 | 就航地           |
| ------------------------ | ---------------- |
| 四川航空                 | 北京、昆明       |
| ウルムチ航空             | ウルムチ、温州   |
| 中国国際航空             | 広州             |
| 中国東方航空             | 南京             |
| 上海航空                 | 上海/虹橋        |
| 厦門航空                 | 厦門、西安       |
| 東海航空                 | 珠海、パッタヤー |
| JCインターナショナル航空 | シェムリアップ   |